# Miner cuanegre
El miner cuanegre (Sclerurus caudacutus) és una espècie d'ocell de la família dels furnàrids (Furnariidae).
Habita el sotabosc de la selva humida de les terres baixes fins als 1100 m, per l'est dels Andes, des del sud-est de Colòmbia, sud de Veneçuela i Guaiana, cap al sud, a través de l'est d'Equador i est del Perú fins al nord de Bolívia i l'Amazònia i Brasil oriental.